# 12742 Деліль
12742 Деліль (12742 Delisle) — астероїд головного поясу, відкритий 26 липня 1992 року.
Тіссеранів параметр щодо Юпітера — 3,157.